# Leaena videns
Leaena videns är en ringmaskart som beskrevs av Chamberlin 1919. Leaena videns ingår i släktet Leaena och familjen Terebellidae. Inga underarter finns listade i Catalogue of Life.